# 神田隆 (俳優)
神田 隆（かんだ たかし、1918年4月14日 - 1986年7月13日）は、日本の俳優・声優。東京府東京市赤坂区（現・東京都港区赤坂）出身。本名は神田 澄孝。かかしプロ、アマチプロゼ、北川事務所に所属していた。

## 人物
東京帝国大学文学部仏文科を卒業。1942年に日本出版文化協会に入った。上司には南條範夫・杉浦明平、同僚に柴田錬三郎がいた。しかし、映画評論家の内田岐三雄に豪快なマスクと雄弁を注目されて、1943年（昭和18年）、松竹大船撮影所に入社した。映画『暖き風』でデビューし、戦後は『象を喰った連中』の細菌研究所員役で好評を得た。
新藤兼人脚本の『安城家の舞踏会』などで主要な役を演じたが、代表作には恵まれなかった。
1950年（昭和25年）に連合国軍最高司令官総司令部指令によるレッドパージの波が映画界にも及ぶと、神田も追放者としてリストアップされ、結果的に同年で松竹を退社。1951年、キヌタプロの創立に参加。その後は独立プロの映画に出演し、東京俳優協会を経て、1955年に東映へ移籍。『警視庁物語』シリーズをはじめ、多くの作品で渋みのあるベテラン刑事や会社の部長などを演じた。1970年代に入ると『銭形平次』や『太陽にほえろ!』などのテレビドラマの時代劇や刑事ドラマで悪役や黒幕・犯人役の仕事が増え、次第にそのイメージが定着していった。
一方で、『マイティジャック』『怪奇大作戦』『ミラーマン』『仮面ライダーシリーズ』『ロボット8ちゃん』などの特撮物にもゲストや準レギュラーとして出演。『ウルトラマンレオ』では3回のみの登場ではあるが、誠実で見識も高い、防衛隊MACの最高責任者の高倉司令官を演じている。
政治家の佐藤栄作に顔立ちがよく似ていることから、映画『金環蝕』、『不毛地帯』では、佐藤がモデルとなっている政府高官を演じている。
1985年ごろから狭心症を患いその影響でエスカレーターで発作を起こすようになる。そして1986年7月13日午前7時5分、『必殺仕事人V・激闘編』最終回の撮影後、東京へ帰宅途中に京都駅のエスカレーターで転倒し、京都市内の病院に搬送されたが、そのまま帰らぬ人となった。68歳没。
一般社団法人映像コンテンツ権利処理機構においては不明権利者とされている。

## 後任
神田の死後、持ち役を引き継いだ人物は以下の通り。
- 北川勝博 - 『シャーロック・ホームズの冒険「入院患者」』：ブレッシントン役 ※追加吹替部分
- 五王四郎 - 『ブリット』：サム・ベネット警部役 ※テレビ朝日版（WOWOW版追加収録部分）

## 出演

### 映画
太字の題名はキネマ旬報ベストテンにランクインした作品
- 暖き風（1943年、松竹）
- 待ちぼうけの女（1946年、松竹） - 源
- 象を喰った連中（1947年、松竹） - 渡辺
- 深夜の市長 （1947年、松竹） - 浅海
- 情炎（1947年、松竹） - 大学教授
- 消えた真珠（1947年、松竹） - 山本支配人
- 安城家の舞踏会（1947年、松竹） - 遠山庫造
- 誘惑（1948年、松竹） - 党員
- 偉大なるX（1948年、松竹） - 社会部長
- 社長と女店員（1948年、松竹） - 細野
- 悲しき口笛（1949年、松竹） - 山口
- 醜聞（1950年、松竹） - 新聞記者
- 暴力の街（1950年） - 増山記者
- 軍艦すでに煙なし（1950年、新映画社） - 小島組長
- 母なれば女なれば（1952年、キヌタプロ） - 高瀬健次
- 真空地帯（1952年、新星映画） - 峯中隊長
- 雲ながるる果てに（1953年、重宗プロ） - 片田飛行長
- ひめゆりの塔（1953年、東映） - 橋本先生
- 女ひとり大地を行く（1953年、キヌタプロ）
- ひろしま（1953年、日教組） - 千田先生
- 赤い自転車（1953年、北星） - 服部郵便課長
- 悲劇の将軍 山下泰文（1953年、東映） - 大田参謀
- 日の果て（1954年、八木プロ） - 小沢副官
- 燃える上海（1954年、北星） - 田中少佐
- 足摺岬（1954年、近代映画協会） - 特高刑事
- どぶ（1954年、近代映画協会） - 斎藤巡査
- 芸者秀駒（1954年、新東宝） - 佐生代議士
- 太陽のない街（1954年、新星映画） - 眼鏡の男
- 若い人たち（1954年、近代映画協会） - 森川
- 愛すればこそ（1955年、独立映画） - マスター
- ふろたき大将（1955年、東映） - 園長先生（森芳麿）
- 狼（1955年、近代映画協会） - 捜査本部警部補
- 御存じ快傑黒頭巾 マグナの瞳 （1955年、東映） - 松平主水正
- 旗本退屈男シリーズ（東映）
  - 旗本退屈男 謎の伏魔殿（1955年） - 真田玄伯
  - 旗本退屈男 謎の幽霊船（1956年） - 名護玄哲
- まぼろし怪盗団 （1955年、東映） - 村田警部
- 母子像 （1956年、東映） - 佐藤刑事
- 拳銃対拳銃（1956年、東映） - 森下捜査一課長
- 赤穂浪士 天の巻・地の巻（1956年、東映） - 小平太の兄
- 警視庁物語シリーズ （1956年 - 1964年、東映） - 捜査主任
- 満月あばれ笠（1956年、東映） - 美濃部山城守
- 満ちて来る潮（1956年、東映） - 辻本委員長
- 地下鉄三四郎（1956年、東映） - 海坊主
- 忍術快男児（1956年、東映） - 杉山部長
- 夕日と拳銃 日本篇 大陸篇（1956年、東映） - 中山少佐
- ふり袖捕物帖 若衆変化（1956年、東映） - 阿部伊勢守
- 恐怖の空中殺人（1956年、東映） - 熊野捜査一課長
- 少年探偵団 妖怪博士（1956年、東映） - 中村捜査課長
- 大江戸喧嘩纏（1957年、東映） - 根岸肥前守
- 喧嘩社員（1957年、東映） - 池田総務部長
- 鳳城の花嫁（1957年、東映） - 大山軍太夫
- 不良女学生（1957年、東映） - 検事
- 鞍馬天狗（東映）
  - 鞍馬天狗 角兵衛獅子（1957年） - 隼の長七
  - 鞍馬天狗 御用盗異聞（1957年） - い組の小頭仁吉
- 抜き打ち浪人（1957年、東映） - 大塩平八郎
- 魔の紅蜥蜴（1957年、東映） - 松本伊豆守
- 爆音と大地（1957年、東映） - 川辺
- 純愛物語（1957年、東映） - 少年院体育教官
- どたんば（1957年、東映） - 立花
- 乱撃の七番街（1958年、東映） - 保安刑事
- 非常線（1958年、東映） - 村岡刑事
- 多羅尾伴内 十三の魔王（1958年、東映） - 岩木松吉
- 奴の拳銃は地獄だぜ（1958年、東映） - 古市部長刑事
- 快傑黒頭巾（1958年、東映） - 大野弥八郎
- 地獄の午前二時（1958年、東映） - 捜査主任
- 裸の太陽（1958年、東映） - 終点駅の助役
- 点と線 （1958年、東映） - 佐山憲一の兄
- 母と拳銃（1958年、東映） - 三上刑事
- 娘の中の娘（1958年、東映） - 関口社長
- 丹下左膳 怒濤篇（1959年、東映） - 速水左兵衛
- 特ダネ三十時間（1959年 - 1961年、東映） - 谷村社会部長
- 名犬物語 断崖の少年（1959年、東映） - 村長
- 母子草（1959年、東映） - 炭鉱の男佐野
- 遊星王子（1959年、東映） - 武田刑事
- 遊星王子 恐怖の宇宙船（1959年、東映） - 武田刑事
- 地獄の底までつき合うぜ（1959年、東映） - 水野刑事防犯課長
- 静かなる凶弾（1959年、東映） - 牧捜査主任
- 七つの弾丸（1959年、東映） - 夕刊関東の課長
- リスとアメリカ人 廃墟の銃声（1959年、東映） - 公衆衛生院部長
- 少年探偵団 敵は原子潜航挺 （1959年、東映） - 中村警部
- 大いなる旅路（1960年、東映） - 機関区長
- 男ならやってみろ（1960年、東映） - 高松
- 白い崖（1960年、東映） - 横井教養課長
- 俺から行くぞ（1960年、東映） - 警察署主任
- 波止場野郎（1960年、東映） - 三浦刑事
- ボス表へ出ろ（1960年、東映） - 竹村専務
- 第三の疑惑（1960年、東映） - 木材会社社長
- 悪魔の札束（1960年、東映） - 須藤刑事
- 生き抜いた十六年 最後の日本兵（1960年、東映） - 参謀長
- 殴り込み艦隊（1960年、東映） - 永野艦長
- 億万長者（1960年、東映） - 営業課長
- 俺が地獄の手品師だ（1961年、東映） - 北海刑務所保安部長
- 天下の快男児 旋風太郎（1961年、東映） - 総務課長
- 宇宙快速船（1961年、東映） - 滝田防衛長官
- ファンキーハットの快男児シリーズ（1961年）
  - ファンキーハットの快男児（ニュー東映） - 宇賀神
  - ファンキーハットの快男児 二千万円の腕 （東映） - 黒谷
- 悪魔の手毬唄（1961年、東映） - 磯川警部
- はだかっ子（1961年、東映） - 吉井PTA会長
- 黄色い風土 （1961年、東映） - 桜井
- 愉快な仲間（1962年、東映） - 山口戒護課長
- 二・二六事件 脱出（1962年、東映） - 諸角海相
- 八月十五日の動乱（1962年、東映） - 海軍大臣
- ひばりの佐渡情話（1962年、東映） - 宇津木社長
- 暗黒街最後の日（1962年、東映） - 山形
- ギャング対Gメン（1962年、東映） - 藤川警部
- 恐怖の魔女（1962年、東映） - 社会部長
- 遊民街の銃弾（1962年、東映） - 入国審査官
- 最後の顔役（1963年、東映） - 石原警部

- 柔道一代 （1963年、東映） - 大坪靖之助
- 殺人鬼の誘惑 （1963年、東映） - 社会部長
- 人生劇場 続飛車角 （1963年、東映） - 高官
- 宮本武蔵 二刀流開眼（1963年、東映） - 出淵孫兵衛
- 昭和侠客伝（1963年、東映） - 清造
- どろ犬（1964年、東映） - 松田署長
- 暗黒街大通り（1964年、東映） - 沖山
- 銃殺（1964年、東映） - 山上少将
- 顔役（1965年、東映） - 吉川市長
- 怪談片目の男（1965年、東映） - 宇野弁護士
- 殴り込み関東政（1965年、日活） - 松村親分
- 若親分出獄（1965年、大映） - 中新門勇吉
- 新・兵隊やくざ（1966年、大映） - 山本憲兵隊長
- 復讐の切り札（1966年、大映） - 駒田金太郎
- 愛して愛して愛しちゃったのよ（1966年、日活） - 大野敬太郎
- 哀愁の夜（1966年、日活） - 宇月英治
- 続・酔いどれ博士（1966年、大映） - 大統領
- 赤いグラス（1966年、日活） - 神崎
- 黒い賭博師 悪魔の左手（1966年、日活） - 蒲郡郷平
- 大魔神怒る（1966年、大映） - 御子柴禅正
- 殺人者（1966年、大映） - 長谷部
- 不敵なあいつ（1966年、日活） - 郷田猪造
- ボスは俺の拳銃で（1966年、東映） - 瀬戸内大作
- 堕落する女（1967年、松竹） - 刑事
- 爆破3秒前（1967年、日活） - 高島
- 妖怪百物語（1968年、大映） - 但馬屋利右衛門
- 妖怪大戦争（1968年、大映） - 磯辺兵庫
- 女の警察（1969年、日活） - 田村編集長
- 高校さすらい派（1970年、松竹）
- 金環蝕（1975年、東宝） - 酒井和明（後継首相）
- 君よ憤怒の河を渉れ（1976年、大映・松竹） - 朝倉代議士
- 不毛地帯（1976年、東宝） - 佐橋大蔵大臣
- 夜明けの旗 松本治一郎伝（1976年、東映） - 山路退役少将
- 日本の首領シリーズ（東映）
  - やくざ戦争 日本の首領（1977年） - 小野伴水
  - 日本の首領 完結篇（1978年） - 岩本
- 不連続殺人事件（1977年、ATG） - 神山東洋
- すっかり…その気で!（1981年、東宝） - 剛田万造
- 小説吉田学校（1983年、東宝） - 大麻唯男
- 人魚伝説（1984年、ATG）  - 花岡代議士
- 晴れ、ときどき殺人（1984年、角川映画 / 東映） - 円谷等志
- 白い野望（1986年、東映） - 阿久津代議士

など

### テレビドラマ
- 特別機動捜査隊（NET / 東映）
  - 第1話 - 第20話（1961年 - 1962年） - 金子捜一主任
  - 第362話「車椅子」（1968年） - 大沢 ※友情出演
  - 第500話「勇気ある女」（1971年） - 大矢田
  - 第519話「真実の報酬」（1971年） - 川口誠三
  - 第652話「壁の中に消えた女」（1974年） - 佐伯健太郎
  - 第690話「泥水の流れの中で」（1975年） - 森岡
  - 第698話「欲望という河」（1975年） - 高瀬
  - 第719話「瞼の母が憎い」（1975年） - 安岡
  - 第720話「待っていた女」（1975年） - 磯部知之
  - 第743話「火遊びの女」（1976年） - 倉本譲二
  - 第767話「悪女がいっぱい」（1976年） - 宍戸勇介
  - 第776話「地獄舞」（1976年） - 渡一郎
  - 第797話「わが青春の輝ける日」（1977年） - 関口部長刑事
- 大河ドラマ (NHK)
  - 太閤記（1965年） - 丹羽長秀
  - 樅ノ木は残った（1970年） - 柴田外記
  - 勝海舟（1974年） - 銅太
  - 元禄太平記 （1975年） - 堀田将監
- 燃ゆる白虎隊（1965年、TBS / 国際放映） - 梶原大作
- 黄色い風土（1965年 - 1966年、NET / 東映）
- 銭形平次（CX / 東映）
  - 第1話 - 第52話（1966年 - 1967年） - 笹野新三郎
  - 第192話「春の風来坊」（1970年） - 越後屋
  - 第233話「恋文悲願」（1970年） - 藤井勘太夫
  - 第243話「黒い迷路」（1970年） - 加島屋利助
  - 第263話「名宝安土の茶碗」（1971年） - 讃岐屋三右ヱ門
  - 第383話「悪の細道」（1973年） - 山加屋徳蔵
  - 第439話「夜霧に消えた男」（1974年） - 龍神の栄五郎
  - 第486話「十手に散った白い蟻 」（1975年） - 遠州屋儀兵ヱ
  - 第510話「頑固おやじ」（1976年） - 平戸屋清蔵
  - 第540話「わくら葉の女」（1976年） - 般若の栄五郎
  - 第722話「消えた花嫁」（1980年） - 藤兵ヱ
  - 第756話「命を狙われた万七」（1981年） - 相模屋
  - 第773話「めぐり逢ったふたり」（1981年） - 順庵
  - 第879話「恐怖の宿」（1984年）
- 三匹の侍（CX）
  - 第5シリーズ
    - 第3話「ゆすり」（1967年） - 白鳥右京
    - 第24話「殺生封印切り」（1968年） - 妙達

  - 第6シリーズ 第17話「山の血が騒ぐ」（1969年） - 白根屋十兵衛
- 風（TBS / 松竹）
  - 第12話「百万両の腕」（1967年）
  - 第35話「金塊消失」（1968年）
- 桃太郎侍 第15話「女と海賊」（1967年）※尾上菊五郎版
- マイティジャック 第7話「月を見るな!」（1968年、CX / 円谷プロ） - 仁科博士
- 東芝日曜劇場（TBS）
  - 第593回「くるま宿」（1968年） - 榎本武揚
  - 女と味噌汁 その18（1971年）
  - 第887回「常盤津林中より 雪の華-後編-」（1973年） - 渋善
- 怪奇大作戦 第20話「殺人回路」（1969年、TBS / 円谷プロ） - 伊藤大助
- ブラックチェンバー 第5話「第十三期殺人同期生」（1969年、CX / 東映）
- 素浪人 花山大吉 第50話「シゴいた相手が悪かった」（1969年、NET / 東映） - 虎鮫の弥七
- 水戸黄門（TBS / C.A.L）
  - 第1部 第6話「暁を駆ける -藤枝宿-」（1969年9月8日） - 横手右京介
  - 第2部 第23話「謀略の渦 -福井-」（1971年3月1日） - 吉村内蔵助
  - 第3部（1972年）
    - 第8話「雪姫変化 -掛川-」（1972年） - 村上典膳
    - 第18話「人情・刀鍛冶 -岡山-」（1972年） - 安藤外記

  - 第4部（1973年） 
    - 第4話「鬼と呼ばれた娘 -三国峠-」（1973年）  - 梶原要造
    - 第22話「激流に実る恋 -北上川-」（1973年）  - 上泉玄藩

  - 第6部 第29話「黄門さまの頑固くらべ -木更津-」（1975年10月13日） - 辰五郎
  - 第7部 第29話「花嫁になったお新 -飯田-」（1976年12月6日） - 美濃屋善兵衛
  - 第8部 第18話「黄門さまの土蔵破り -堺-」（1977年11月14日） - 泉州屋武兵衛
  - 第9部（1978年）  
    - 第2話「死を賭けた武士道 -いわき-」（1978年）   - 盤城屋六右衛門
    - 第16話「百万石の味自慢 -金沢-」（1978年）   - 角屋仙右衛門

  - 第10部 第15話「京の都の悪退治 -京-」（1979年11月19日） - 河内屋金兵衛
  - 第11部
    - 第14話「河豚にあたった若旦那 -仙台-」（1980年11月17日）- 多賀屋与右衛門
    - 第23話「鎌倉彫にかけた意地 -鎌倉-」（1981年1月19日） - 相模屋藤蔵

  - 第12部
    - 第3話「黄門様の盗っ人仁義 -府中-」（1981年9月14日） - 甲州屋弥右衛門
    - 第22話「秘伝の薬で悪退治 -富山-」（1982年1月25日） - 松倉屋徳蔵

  - 第13部
    - 第11話「悪を縛った伊賀の組紐 -伊賀上野-」（1982年12月27日） - 安濃屋徳兵衛
    - 第17話「出雲の和紙の縁結び -大社-」（1983年2月7日） - 鳴海屋吾平

  - 第14部
    - 第6話「恩讐越えたこけし人形 -鳴子-」（1983年12月5日） - 丸高屋宗助
    - 第15話「仇討ち悲願化物まつり -鶴岡-」（1984年2月6日） - 桝形屋嘉兵衛
    - 第35話「陰謀暴いた鳴門の渦潮 -淡路島-」（1984年6月25日） - 鳴門屋彦左衛門

  - 第15部
    - 第6話「御存知 黄門一座の大芝居 -別府-」（1985年3月4日） - 宇佐美屋
    - 第12話「偽黄門様は喧嘩医者 -小倉-」（1985年4月15日） - 大黒屋
    - 第32話「中馬を狙った野盗の罠 -松本-」（1985年9月2日） - 穂高屋

  - 第16部
    - 第7話「花火に賭けた父娘の意地 -岡崎-」（1986年6月9日） - 幸田屋
    - 第19話「泣く子にゃ勝てぬ悪企み -福井-」（1986年9月1日） - 金津屋
- 五番目の刑事 第1話「真昼のアスファルト」 (1969年、NET / 東映)　- 田村
- 火曜日の女シリーズ「恋の罠」（1970年、NTV / 東宝)　- 捜査係長
- ありがとう（TBS / テレパック） 
  - 第1シリーズ（婦人警官編） - 松平定利
    - 第15話（1970年7月9日）
    - 第29話（1970年10月15日）

  - 第3シリーズ（魚屋編） 第13話（1973年7月19日）- 魚勝の主人
- 柔道一直線 第49話「必殺馬上がえし!」（1970年、TBS） - 加藤剛造
- プレイガールシリーズ （12ch / 東映）
  - プレイガール
    - 第66話「女は濡れ場で強くなる」（1970年)　- 虎谷
    - 第252話「銀嶺に燃える裸女」（1974年） - 大庭竜造

  - プレイガールQ  第71話「強く正しく美しいプレイガールよいざさらば」（1976年） - 夏堀
- 旗本退屈男 第5話「百化け河岸」 - 灰屋十眠
- 大岡越前（TBS / C.A.L）
  - 第1部 第21話「父なればこそ」（1970年8月3日） - 飯田宗左衛門
  - 第3部
    - 第11話「夜の奉行」（1972年8月21日） - 老中
    - 第18話「過去を逃れて」（1972年10月16日） - 老中
    - 第31話「享保太平記・後篇」（1973年1月15日） - 戸田山城守

  - 第4部 第6話「黒い影」（1974年11月11日） - 叶屋善助
  - 第5部 第5話「襲われた目撃者」（1978年3月6日） - 藤兵衛
  - 第6部（1982年）
    - 第10話「鷹の威を借る悪い奴」 - 三崎屋半右衛門
    - 第15話「大岡越前を殺せ!」 - 掛札の吉兵衛

  - 第7部 第13話「目撃者はお高祖頭巾の女」（1983年7月18日） - 但馬屋幸兵衛
  - 第8部 第13話「復讐唐人剣」（1984年10月15日） - 稲佐屋久兵衛
  - 第9部 第17話「謎の女賊は恩人の娘」（1986年2月17日） - 信濃屋
- 大忠臣蔵 第2話「渦巻く黒い霧」他（1971年、NET / 三船プロ） - 松原多仲
- 仮面ライダーシリーズ（MBS / 東映）
  - 仮面ライダー 第6話「死神カメレオン」、第7話「死神カメレオン・決斗! 万博跡」（1971年） - 砂田辰夫
  - 仮面ライダーストロンガー 第8話「溶けるなライダー! とどめの電キック!!」（1975年） - 田川
- 遠山の金さん捕物帳（NET / 東映）
  - 第51話「白州で抱かれた女」（1971年） - 伊庭弥十郎
  - 第109話「瓜二つの女」（1972年） - 浜屋利兵衛
  - 第121話「島送りを志願した女」（1972年） - 広田屋彦三郎
  - 第161話「幽霊にとりつかれた男」（1973年）
- 人形佐七捕物帳 第14話「二人お信乃」（1971年、NET / 東宝） - 伊丹屋市兵衛
- 弥次喜多隠密道中 第3話「仇討ち・めくら剣法」（1971年、NTV / 歌舞伎座テレビ室）
- おらんだ左近事件帖 第17話「お祭り安吉」（1972年、CX / 東宝） - 大口屋五兵衛
- 清水次郎長 第41話「女の意地で惚れました」 （1972年、 CX / 東映 / タケワキプロ） - 錠屋の権造
- ミラーマン 第43話「打倒! 幽霊怪獣ゴースト」（1972年、CX / 円谷プロ） - 田宮教授
- 怪談 第4話「雨の古沼」（1972年、MBS）- 小左衛門
- 必殺シリーズ（ABC / 松竹）
  - 必殺仕掛人
    - 第9話「地獄極楽紙ひとえ」（1972年） - 伊皿子日乗
    - 第27話「横をむいた仕掛人」（1973年） - 相生屋

  - 必殺仕置人 第7話「閉じたまなこに深い渕」（1973年） - 清原検校
  - 助け人走る 第9話「悲願大勝負」（1973年） - 宗雲
  - 必殺必中仕事屋稼業 第7話「人質勝負」（1975年） - 松五郎
  - 必殺仕置屋稼業 第21話「一筆啓上逆夢が見えた」（1975年） - 泉屋
  - 必殺仕業人 第22話「あんたこの迷惑をどう思う」（1976年） - 口入れ屋藤兵衛
  - 新・必殺仕置人（1977年）
    - 第10話「女房無用」（1977年） - 相模屋惣五郎
    - 第25話「濡衣無用」（1977年） - 同心 平田 / 三本杉

  - 新・必殺からくり人 第11話「東海道五十三次殺し旅 庄野」（1978年） - 村田屋清兵衛
  - 江戸プロフェッショナル 必殺商売人 第18話「殺られた主水は夢ん中」（1978年） - 三造
  - 必殺仕事人（1980年）
    - 第59話「彫り技喜悦観音一刀斬り」（1980年） - 中野登美翁
    - 第72話「念じ技偽説法ざんげ斬り」（1980年） - 式守（隼の権造）

  - 新・必殺仕事人
    - 第22話「主水浮気する」（1981年） - 金杉の仁兵衛
    - 第47話「主水かくし芸する」（1982年） - 秋山五兵衛

  - 必殺仕事人V・激闘編 第33話「主水、裏ワザで勝負する」（1986年） - 松平伊予守
- 恐怖劇場アンバランス 第10話「サラリーマンの勲章」（1973年、CX / 円谷プロ） - サンライズ電機専務
- 木枯し紋次郎 第2シリーズ 第16話「和田峠に地獄火を見た」（1973年、CX / C.A.L） - 遠藤喜右衛門
- 剣客商売 第6話「まゆ墨の金ちゃん」（1973年、CX / 東宝 / 俳優座） - 牛堀九万之助
- 非情のライセンス（NET / 東映）
  - 第1シリーズ（1973年 - 1974年） - 捜査四課長
  - 第2シリーズ
    - 第17話「兇悪の誇り」（1975年） - 黒岡栄三郎
    - 第33話「兇悪の街角」（1975年） - 太田克也
    - 第55話「兇悪の花道」（1975年） - 堀田
    - 第88話「兇悪・その愛」（1976年） - 片山専務
    - 第107話「約束」（1976年） - 浅山社長

  - 第3シリーズ 第16話「兇悪の砂・事故死を運ぶ女」（1980年） - 社長
- 太陽にほえろ!（NTV / 東宝）
  - 第42話「知らない街で…」（1973年） - 黒岩社長
  - 第90話「非情の一発」（1974年） - 檜垣五郎
  - 第155話「家族」（1975年） - 会長
  - 第279話「愛と怒り」（1977年） - 坂口
  - 第418話「ルポライター」（1980年） - 岩田剛造
- 赤ひげ 第19回「ひとり」（1973年、NHK） - 小金井欧州
- 荒野の用心棒 第8話「銀山地獄に悪の華が散って…」（1973年、NET / 三船プロ） - 岩田屋善兵衛
- キカイダー01 第17話「大巨篇!! 恐怖の巨人デビル始動」（1973年、NET / 東映） - 大貫社長
- ダイヤモンド・アイ 第1話「わが名はダイヤモンド・アイ」 - 第4話「挫けるなライコウ」（1973年、NET / 東宝） - 大沢山剛造
- 伝七捕物帳（NTV  / ユニオン映画）  
  - 第9話「旅がらす見参！」（1973年）- 長崎屋
  - 第97話「逆転歓喜の盃」（1976年）- 山形屋半助
  - 第115話「道祖神は何を見た」（1976年）- 上州屋
- 水滸伝 第11話「さすらいの勇者」（1973年、NTV / 国際放映） - 張文遠
- 江戸を斬る（TBS / C.A.L）
  - 江戸を斬る 梓右近隠密帳 第12話「浪人非情」（1973年） - 遠州屋藤蔵
  - 江戸を斬るIII 第21話「狙われた女」（1977年） - 出羽屋総右衛門
  - 江戸を斬るIV 第17話「瑠璃玉の復讐」（1979年）- 長崎屋籐左衛門
  - 江戸を斬るV
    - 第9話「父の無念を子が晴らす」（1980年）- 備前屋三右衛門
    - 第26話「花火に散つた老中暗殺」（1980年）- 倉田屋喜兵衛

  - 江戸を斬るVI
    - 第1話「捕物小町初手柄」（1981年）- 河内屋八右衛門
    - 第7話「男やもめが陥ちた罠」（1981年）- 武蔵屋弥右衛門
- いただき勘兵衛 旅を行く 第11話「天も許さぬ奴だとさ」（1973年、NET / 東映） - 矢田修理亮
- 唖侍鬼一法眼 第14話「花の舞台」（1974年、NTV / 勝プロ） - 万蔵
- 狼・無頼控 第23話「生き人形献上」（1974年、MBS / 大映テレビ）
- ご存知遠山の金さん （1974年、NET / 東映）※市川段四郎版
  - 第24話「恨ぺてん和尚は子供に弱い」 - 主膳
  - 第43話「奉行が結んだ固い絆」 - 甲州屋
- おしどり右京捕物車 第26話「愛」（1974年、ABC / 松竹） - 越後屋
- 華麗なる一族（1974年 - 1975年、MBS / 東宝） - 小島常夫
- ウルトラマンレオ（TBS / 円谷プロ） - 高倉司令官
  - 第13話「大爆発!捨身の宇宙人ふたり」（1974年）
  - 第36話「飛べ!レオ兄弟宇宙基地を救え!」（1974年）
  - 第39話「レオ兄弟ウルトラ兄弟勝利の時」（1975年）
- 右門捕物帖（NET / 東映）
  - 第8話「姉妹花」（1974年）
  - 第33話「目撃者」（1974年）
  - 第45話「ふりむいた女」（1975年）
- 日本沈没 第16回「鹿児島湾SOS!」（1975年、TBS / 東宝映像） - 牛山社長
- ご存じ金さん捕物帳 第27話「桜吹雪が春を呼ぶ」（1975年、NET / 東映） - 六兵ヱ
- ザ★ゴリラ7 第1話「武装強盗団」（1975年、NET / 東映）  - 宮竹
- 俺たちの勲章 第4話「刑事くずれ」（1975年、NTV / 東宝） - 奥平
- 遠山の金さん（NET / 東映）
  - 第1シリーズ
    - 第2話「迷路に追い込め!!」（1975年） - 三国屋
    - 第54話「殺しを呼んだ千社札」(1976年) -駿河屋徳右衛門
    - 第69話「お白州に小判の雨が降る！」（1977年） -平左衛門
    - 第89話「呼びとめた女」（1977年） - 廻船問屋 渡海屋三右衛門

  - 第2シリーズ 第4話「泣いて笑って艶姿」（1979年） - 嘉兵ヱ
- 大江戸捜査網（12ch / 三船プロ）
  - 第89話「庖丁殺人事件」（1972年） - 伊勢菊の源次
  - 第135話「男の涙」（1974年） - 立花屋徳兵衛
  - 第194話「華やかな狙撃者」（1975年） - 丹波屋
  - 第300話「女義賊 復讐に燃える!」（1977年） - 相模屋
  - 第424話「長屋を襲う二万坪の陰謀」（1979年） - 田島屋
  - 第601話「隠密狩り! 殺しに誘う美女」（1983年） - 島田鉄聖
- 桃太郎侍（NTV / 東映）
  - 第9話「伊之助慕情」（1976年） - 児玉善蔵
  - 第42話「涙で見送る子の門出」（1977年） - 島村近江守
  - 第83話「命を賭けた恩返し」（1978年） - 南紀大納言治次
  - 第117話「男も惚れる千両役者」（1979年） - 清水修理
  - 第167話「飛んで火に入る仇討娘」（1979年） - 牧野伊勢守
  - 第180話「道楽息子の置土産」（1980年） - 笹原蔵人
  - 第204話「拾った財布に恨みがござる」（1980年） - 木曽屋儀十
  - 第217話「その処刑許さん!」（1980年） - 稲葉帯刀
  - 第232話「嫁にするなら錦絵の女」（1981年） - 近江屋三左衛門
  - 第248話「勝手知ったる他人の店」（1981年） - 藤兵衛
- 大都会 闘いの日々 第9話「解散」（1976年、NTV / 石原プロ） - 山辰組組長
- 隠し目付参上 第12話「白絹は血に染まったか」（1976年、MBS / 三船プロ） - 上総屋藤兵衛
- いろはの"い" 第2話「熱いスクープ」（1976年、NTV / 東宝） - 大原勝之助
- 特捜最前線（ANB / 東映）
  - 第9話「絶唱! 愛と転落の女」（1977年）
  - 第62話「ラジコン爆弾を背負った刑事!」（1978年） - 桑田
  - 第180話「ダイナマイトパニックI・殺人海域!」、第181話「ダイナマイトパニックII・望郷群島!」（1980年） - 木佐崎龍山
  - 第320話「特命ヘリ緊急発進!」（1983年）
  - 第397話「銃弾・神代課長撃たれる!」（1985年） - 医師
  - 第474話「エアロビクス・コネクション!」（1986年） - 大河原義一
- 新幹線公安官（ANB / 東映）
  - 第1シリーズ 第3話「恐怖が見えますか」（1977年） - 溝口
  - 第2シリーズ 第21話「白昼の尾行」（1978年） - 牧田
- 土曜ドラマ / 松本清張シリーズ たずね人（1977年、NHK） - 大園
- 達磨大助事件帳（ANB / 前進座 / 国際放映）
  - 第18話「雪に散る子守り唄」（1978年） - 丸屋文次郎
  - 第26話「夕陽の渡り鳥」（1978年） - 松木大膳
- 若さま侍捕物帳 第11話「参上!! 恐怖の妖刀」（1978年、ANB / 前進座 / 国際放映）
- 駆け込みビル7号室 第5話「逆転判決! くずされた無罪アリバイ」（1979年、CX / 三船プロ）
- 江戸の激斗 第19話「囮・危険な取引き」（1979年、CX / 東宝） - 庄兵衛
- 長七郎天下ご免!（ANB / 東映）
  - 第3話「激突! 燃えろ江戸っ子」（1979年） - 近江屋勘兵衛
  - 第24話「酒がかたきの極楽とんぼ」（1980年）- 磐城屋清兵衛
  - 第65話「鬼っ子江戸を走る!」（1981年）- 山城屋治兵衛
  - 第101話「べそかきトンビの江戸の空」（1981年）- 小松屋
- そば屋梅吉捕物帳 第25話「地獄の底で笑う奴」（1980年、12ch / 国際放映） - 林田主膳
- 影の軍団（KTV / 東映）
  - 服部半蔵 影の軍団 第1話「虎は嵐に爪をとぐ」（1980年） - 阿部重次
  - 影の軍団III（1982年）
    - 第2話「闇からの依頼人」 - 熊野屋
    - 第12話「標的は魔性の肌」 - 刈屋陣内
- 大捜査線 第3話「蝶は舞った」（1980年、CX / ユニオン映画）
- 噂の刑事トミーとマツ（TBS / 大映テレビ）
  - 第1シリーズ 第30話「チョンボな変装・尻かくさず」（1980年） - 大山社長
  - 第2シリーズ 第24話「行け猿島へ! モジャ課長死のピンチ」（1982年） - 轟
- 雪姫隠密道中記（MBS / S.H.P.）
  - 第1話「雪姫隠密道中記」（1980年） - 三角屋喜兵衛
  - 第12話「恐怖 怨みの死紋　-大阪-」（1980年） - 難波屋
- ザ・ハングマンシリーズ（ABC / 松竹芸能）
  - ザ・ハングマン
    - 第1話「七つの黒バラ」（1980年） - 大山大二郎
    - 第14話「生き返ったスリ係女刑事」（1981年） - 高森栄三郎
    - 第35話「にせハングマン壊滅作戦」（1981年） - 菊川大造

  - 新ハングマン 第4話「兵隊を密輸する悪ガードマン会社」（1983年） - 望月康男
  - ザ・ハングマン4 第23話「美人レジが金塊密輸の手先にされる!」（1985年） - 保科栄次郎
  - ザ・ハングマンV 第1話「人妻がパートでハングマン!?」（1986年） - 片桐陽之助
- 警視庁殺人課 第12話「料亭殺人事件 銃口に散った女」（1981年） - 太田黒理事長
- ポーラテレビ小説 / 愛をひとつまみ（1981年 - 1982年、TBS） - 松崎理事長
- 松平右近事件帳（NTV / ユニオン映画）
  - 第11話「結ぶえにしのわらべ唄」（1982年）- 肥前屋玄造
  - 第39話「梅吉捕らわる」（1982年）- 鳴海屋徳次郎
- 暴れん坊将軍（ANB / 東映）
  - 吉宗評判記 暴れん坊将軍
    - 第6話 「天晴れ!芋侍」（1978年） - 木島武右衛門
    - 第33話「天下御免の大名じるこ」（1978年） - 峰河内守
    - 第92話「乾盃!藪医者」（1979年） - 結城民部正
    - 第110話「立て!江戸の若者たち」（1980年） - 岩谷帯刀
    - 第124話「溺れて手柄をたてた奴」（1980年） - 武蔵屋久兵衛
    - 第144話「御命焼酎一升にて候」（1981年） - 葛木宗堂
    - 第183話「かりそめに咲く夜の花」（1981年） - 伊勢屋由兵衛

  - 暴れん坊将軍II
    - 第33話「翔べ! 明日に門出の茶の香り」（1983年） - 府中屋仁兵衛
    - 第97話「衝撃! 上様がさらわれた!」（1985年） - 岩田備前守
    - 第116話「大奥を盗みに来た女!」（1985年） - 玄庵
    - 第159話「天晴れ! 赤穂の竹光夫婦」（1986年） - 稲葉対馬守
- 西部警察シリーズ（ANB / 石原プロ）
  - 西部警察 第102話「兇銃44オート・マグ」（1981年） - 金光信一郎
  - 西部警察 PART-II 第14話「男たちの絆」（1982年） - 草薙良平
  - 西部警察 PART-III 第49話「京都・幻の女殺人事件 -京都篇-」（1984年） - 堂島
- ロボット8ちゃん 第2話「とんでもハップン テニスは怖い」（1981年、CX / 東映） - 裁判長
- 同心暁蘭之介 第9話「闇に哀しみの花が散った」（1981年、CX / 杉友プロ）
- 地獄の左門十手無頼帖（1982年、CX / 東映） - 荒尾対馬守
- 女捜査官 第9話「愛欲の教授夫人と涙の老スリ」（1982年、ABC / テレパック）
- 遠山の金さん 第1シリーズ（ANB / 東映）※高橋英樹版
  - 第30話「晴れ姿! ヘボ同心の初手柄」（1982年）- 白金屋
  - 第56話「炎の慕情! おんな火消の鉄火纏」（1983年）- 長五郎
  - 第121話「女優志願! 火の国から来た女」（1984年）- 伊左衛門
- 少女が大人になる時 その細き道（1984年、大映テレビ / TBS）
- スケバン刑事 第1話「謎の転校少女サキ」（1985年、CX / 東映） - 野々宮徳太郎
- 特命刑事ザ・コップ 第8話「替え玉逃亡をふせげ!」（1985年、ABC / テレキャスト）
- 木曜ドラマストリート / 一日だけの殺し屋（1986年、CX / 大映テレビ）

など

### 吹き替え

#### 映画
- オレゴン大森林/わが緑の大地 - ヘンリー（ヘンリー・フォンダ）
- ガルシアの首 - 大地主（エミリオ・フェルナンデス）
- 恐怖のメロディ - マッカラム (ジョン・ラーチ)
- 新・課外教授/禁断のセックス - アントニオ（アドルフォ・チェリ）
- 戦う幌馬車 - フランク・ピアース（ブルース・キャボット）
- 鉄道員 - アンドレア・マルコッチ（ピエトロ・ジェルミ）
- 必死の逃亡者 - ダン・ヒリアード（フレドリック・マーチ）※NHK版
- ブリット - ベネット警部 (サイモン・オークランド)
- ハリーとトント ※テレビ朝日版
- 夕陽の挽歌 - ロス (ウィリアム・ホールデン)
- 風と共に去りぬ (日本テレビ旧版) - ジェラルド・オハラ (トーマス・ミッチェル)
- 将軍アイク - マーシャル将軍 (ダナ・アンドリュース)
- 遠すぎた橋 - ゲルト・フォン・ルントシュテット元帥 (ヴォルフガング・プライス)
- 人間狩り - ウォルター（デヴィッド・ブライアン）
- 豹/ジャガー - アルフォンソ・ガルシア (エドゥアルド・ファヤルド)
- コーザ・ノストラ - ハリー・J・アンスリンガー（エドモンド・オブライエン）
- 緑の館 - ヌーフロ（リー・J・コッブ）
- 13日の金曜日PART3 - アベル

#### ドラマ
- 宇宙空母ギャラクティカ - クロノス（ポール・フォックス）
- 警部マクロード
- 署長マクミラン シーズン2 #4 - フランク・カーステアーズ（アンドリュー・ダガン）
- シャーロック・ホームズの冒険 第11話「入院患者」 - ブレッシントン (パトリック・ニューエル)
- 大草原の小さな家 - ヒューストン（ダブ・テイラー）
- 地上最強の美女 バイオニック・ジェミー
  - シーズン1 #6 - JT・コナーズ（フォレスト・タッカー）
  - シーズン3 #22 - パー局長（アンドリュー・ダガン）
- ルーツ
  - 第1部 - レイノルズ（ローン・グリーン）
  - 第2部 - ボイス（ジェームズ・デイリー）